# Serer
Die Serer sind nach den Wolof und Pulaars die drittgrößte Volksgruppe Senegals mit gut 1,8 Millionen Personen und einem Anteil von etwa 15 Prozent an der Bevölkerung. Kleine Teile dieser Ethnie leben auch in den Nachbarstaaten Gambia (53.500) und Mauretanien (3.500). Sie sprechen Serer, eine Niger-Kongo-Sprache. Die meisten Mitglieder sprechen heute auch Wolof, das in den Städten vorherrscht.

## Geschichte
Ihren eigenen Legenden zufolge wanderten die Serer zwischen dem 10. und 13. Jahrhundert aus dem Tal des Senegalflusses, im Norden, nach Süden in den Zentral-Senegal ein, um dem Druck des Islam zu entgehen. Dieser Druck zur Konversion nahm erneut im 15. und 16. Jahrhundert zu, doch die meisten Serer blieben bei ihrer traditionellen Religion. Die Serer waren nomadische Viehzüchter und sind ausgezeichnete Feldbauern von Reis, Hirse und Sorghum geworden. Von 1494 bis 1969 bestand das angeblich von Saalum Suwareh gegründete Königreich Saalum (Saloum) mit der Hauptstadt Kahone, das seit 1864 ein französisches Protektorat war und seit 1960 zur Republik Senegal gehörte.
Der erste Präsident nach der Unabhängigkeit Senegals, der Staatsmann und Dichter Léopold Senghor war ein bekannter Serer.

## Gesellschaft
Die Gesellschaft der Serer ist matrilinear strukturiert und zeichnet sich durch streng getrennte Kasten aus: Adlige, Krieger, Bürger, Sklaven sowie Handwerker (z. B. Schmiede) und Künstler (z. B. Griots). Heute werden meist nur noch zwei Schichten unterschieden: Bauern und Grundbesitzer. In den Wohnhöfen leben oft polygame Großfamilien, in denen jede Frau eine eigene Rundhütte oder Haus besitzt.
Der als Lutte senegalaise bekannte Ringkampf ist eine traditionelle Sportart der Männer und wird in ihrer Sprache als njom bezeichnet.

## Religion
Die Serer bildeten bis zu ihrem teilweisen Übertritt zum Islam, daneben auch zum Katholizismus im 19. Jahrhundert eine homogene ethnisch-religiöse Gruppe. Seit der Unabhängigkeit haben sich die Islamisierung und die sprachlich-kulturelle Anpassung an die Wolof beschleunigt. Doch hängen immer noch größere Gruppen dem traditionellen Glauben an den universellen Gott Roog an. Das Weltbild der Serer umfasst eine komplette Kosmologie und Kosmogonie mit differenzierten Annahmen über Leben und Tod, Raum und Zeit (es werden drei Welten unterschieden: die unsichtbare Welt, die des Tages mit der Sonne und die der Nacht mit dem Mond) und die Unsterblichkeit der Seele. Es begründet, warum mit den Ahnen kommuniziert werden kann. Die Feste werden durch einen Kalender geregelt. Die großen Klans verehren verschiedene Totemtiere. Wie die Wolof gelten die Serer als gute Spieler der sabar, der traditionellen Trommel.
Das religiöse Oberhaupt wird als Saltigue bezeichnet. Er ist Priester und Heiler und sorgt für Frieden in den Gemeinden und zwischen Mensch und Natur. Ihm werden seherische Fähigkeiten zugeschrieben, derer er sich in Xooy-Zeremonien bedient, um Regen, Krankheiten und Problemlösungen vorauszusagen. Die Veranstaltungen können die ganze Nacht dauern, während der Saltique seine Zuschauer mit Gesang und Tanz, Rätseln und Sprüchen in seinem Bann hält. Diese Weissagungszeremonien wurden 2013 in die UNESCO-Liste des immateriellen Kulturerbes der Menschheit aufgenommen.
Mit ndut werden die heiligen Orte der Initiation der etwa dreizehnjährigen Knaben (mittels Beschneidung) und die der Mädchen zwischen 11 und 18 Jahren (durch Zahnfleischfärbung) bezeichnet. Diese Initiationsriten erfordern eine mehrjährige Vorbereitungszeit, woran die väterliche, die mütterliche und die Dorffamilie beteiligt sind, und lässt die Kinder dann in die Gemeinschaft der Erwachsenen übertreten.